# Saaroa
Le saaroa (autonyme ɫaʔalua) est une langue austronésienne parlée à Taïwan. C'est une des langues de la sous-branche tsouique (en) des langues formosanes.
La langue est quasiment éteinte.

## Phonologie
Les tableaux présentent les phonèmes du saaroa, les voyelles et les consonnes.

### Voyelles
|         | Antérieure | Centrale | Postérieure |
| ------- | ---------- | -------- | ----------- |
| Fermée  | i [i]      | ʉ [ʉ]    | u [u]       |
| Ouverte |            | a [a]    |             |

### Consonnes
|               |               | Bilabiale | Dentale | Latérale | Palatale | Vélaire | Glottale |
| ------------- | ------------- | --------- | ------- | -------- | -------- | ------- | -------- |
| Occlusives    | Occlusives    | p [p]     | t [t]   |          |          | k [k]   | ʔ [ʔ]    |
| Fricatives    | Fricatives    | v [v]     |         | ɫ [ɫ]    | s [s]    |         |          |
| Affriquées    | Affriquées    |           |         |          | ʦ [ts]   |         |          |
| Nasales       | Nasales       | m [m]     | n [n]   |          |          | ŋ [ŋ]   |          |
| Liquides      | Liquides      |           | r [r]   | l [l]    |          |         |          |
| Semi-voyelles | Semi-voyelles | w [w]     |         |          |          | j [j]   |          |

## Sources
- (zh) Chen Kang, Taiwan Gaoshanzu Yuyan, Zhongguo Minzu Xuéyuàn Chubanshe, 1992.